# Lutten
Lutten (Nedersaksisch: Lutn) is een kern in de gemeente Hardenberg in de Nederlandse provincie Overijssel. Het is een streekdorp, in de negentiende eeuw ontstaan langs het voormalige kanaal de Dedemsvaart. Aanvankelijk werd de nog schaarse bebouwing - ook in officiële documenten - vaak aangeduid als Dedemsvaart (gemeente Ambt Hardenberg), dit ter onderscheiding van het gelijknamige dorp in de gemeente Avereest. Later kwam de naam Lutten aan de Dedemsvaart in zwang. Het dorp telt ruim 2.010 inwoners.

## Karakter van het dorp
Lutten is van oorsprong (ca.1850) een veenkolonie. Lang voordien vestigden zich een aantal boeren op een zandrug tussen de moerassen. Het land werd in kavels (lotten) tussen hen verdeeld. Deze liggen in het huidige Oud-Lutten, iets ten noordoosten van het huidige dorp. Na de aanleg van de Dedemsvaart en het afgraven van de veenlaag werd de grond geschikt gemaakt voor kleinschalige landbouw. Langs het kanaal en de veenwijken werden boerderijtjes en woningen gebouwd. De boeren hadden veelal een gemengd bedrijf, dat wil zeggen met akker- en weidegrond. Een aantal boeren uit Groningen kocht wat grotere stukken grond. Omdat zij veel aardappelen teelden, werd in Lutten een aardappelmeelfabriek gesticht, "De Baanbreker". Langzamerhand vestigden zich middenstanders in het dorp en werden kerken en scholen gebouwd.
Ongeveer midden in het dorp begon men in 1854 met de bouw van de Nederlands Hervormde Kerk. Jan van Loo bouwde in 1857 hiervoor het orgel, dat in 1858 in gebruik werd genomen.

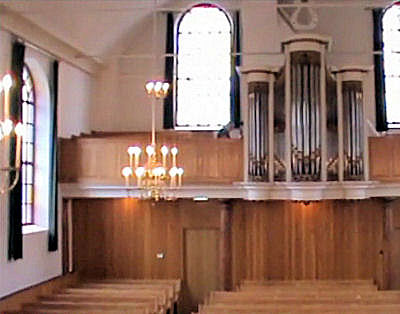
Eerste orgel van Jan van Loo

Op de begraafplaats achter de kerk staat een beuk van meer dan 150 jaar oud.
Lutten was sinds 1897 aangesloten op het net van de Dedemsvaartsche Stoomtramweg-Maatschappij (D.S.M.). Deze lijn liep van Coevorden naar Zwolle met een aftakking naar Heemse. Lutten had ook een D.S.M.-tramstation. Later kwam de tramweg in handen van de Eerste Drentsche Stoomtramweg-Maatschappij (E.D.S.) en werd na de oorlog in 1947/48 opgeheven. Lutten was vanaf toen op busvervoer aangewezen.
In Lutten wordt dialect gesproken. Het is een Sallands dialect en komt het meest overeen met het Vechtdals met invloed van het Zuid-Drents.
De meeste Luttenaren waren oorspronkelijk werkzaam in het boerenbedrijf en gedurende de campagne in de aardappelmeelfabriek. Na de Tweede Wereldoorlog trad een verandering op. De landbouw werd meer en meer gemechaniseerd en de aardappelmeelfabriek werd gesloten.
Het kanaal werd voor een groot gedeelte gedempt en de meeste inwoners waren voor werk aangewezen op een baan buiten de plaats.
De vroegere aardappelmeelfabriek staat er nog, maar heden ten dage worden er plastic buizen verhandeld. De fabriek draagt tegenwoordig de naam "Wildkamp". In 2004 speelde Ton Sijbrands hier het wereldkampioenschap blind-simultaandammen.
De watertoren in Lutten (gemeentelijk historisch monument) neemt een belangrijke plaats in het dorpsbeeld in.
Sinds 1998 is het dorpshuis in Lutten een spin in het dorpsweb voor Lutten. Onder meer Feestweek Lutten, ijsbaan Bientien Over, Lampionoptocht, Wandel3daagse, de buurtkamer en nog veel meer worden vanuit het dorpshuis georganiseerd. In 2014-2015 is het dorpshuis uitgebreid. Deze uitbreiding is voor 95% door vrijwilligers uit het dorp gerealiseerd.

## Dorp in beeld

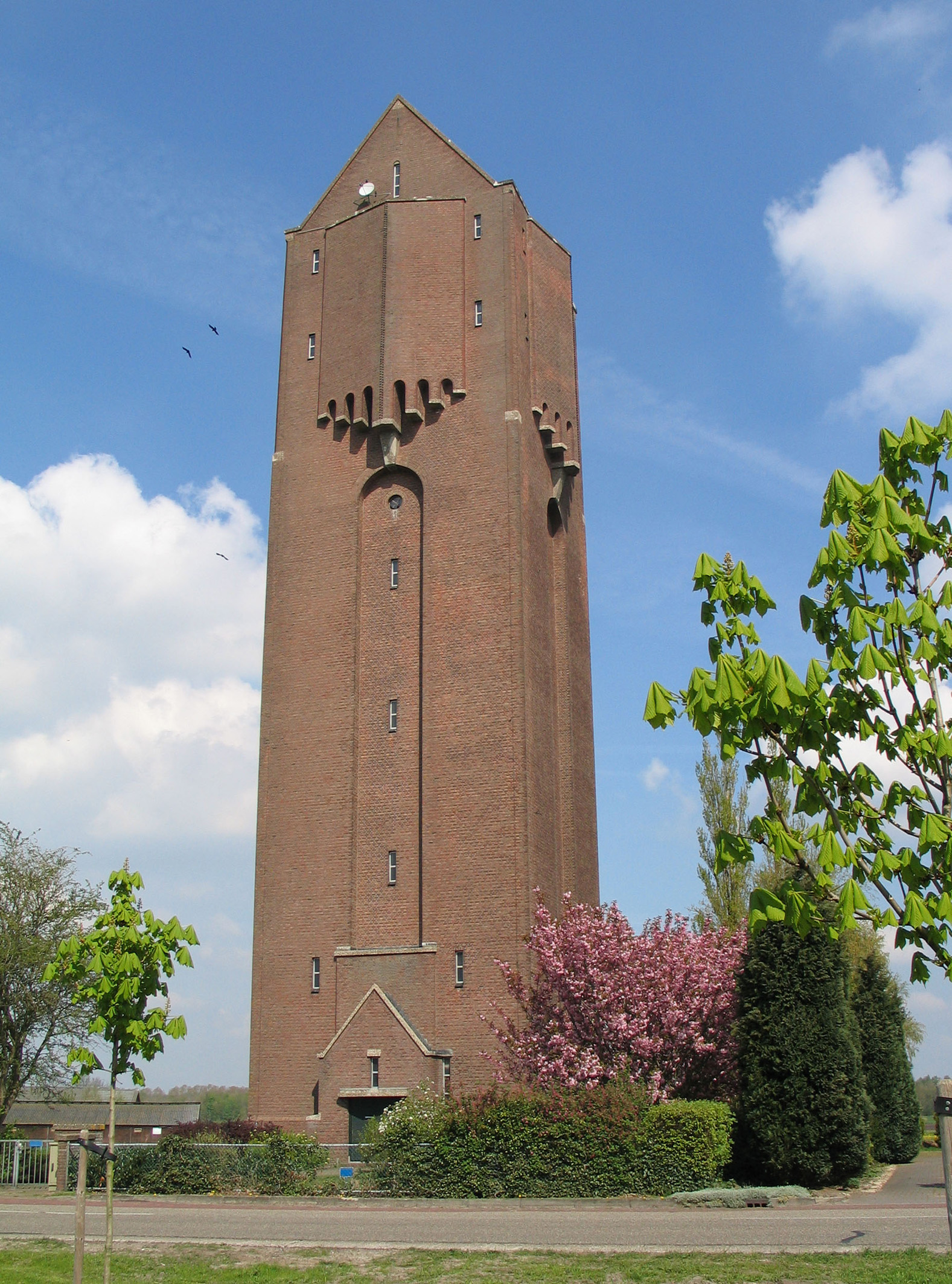
Watertoren te Lutten
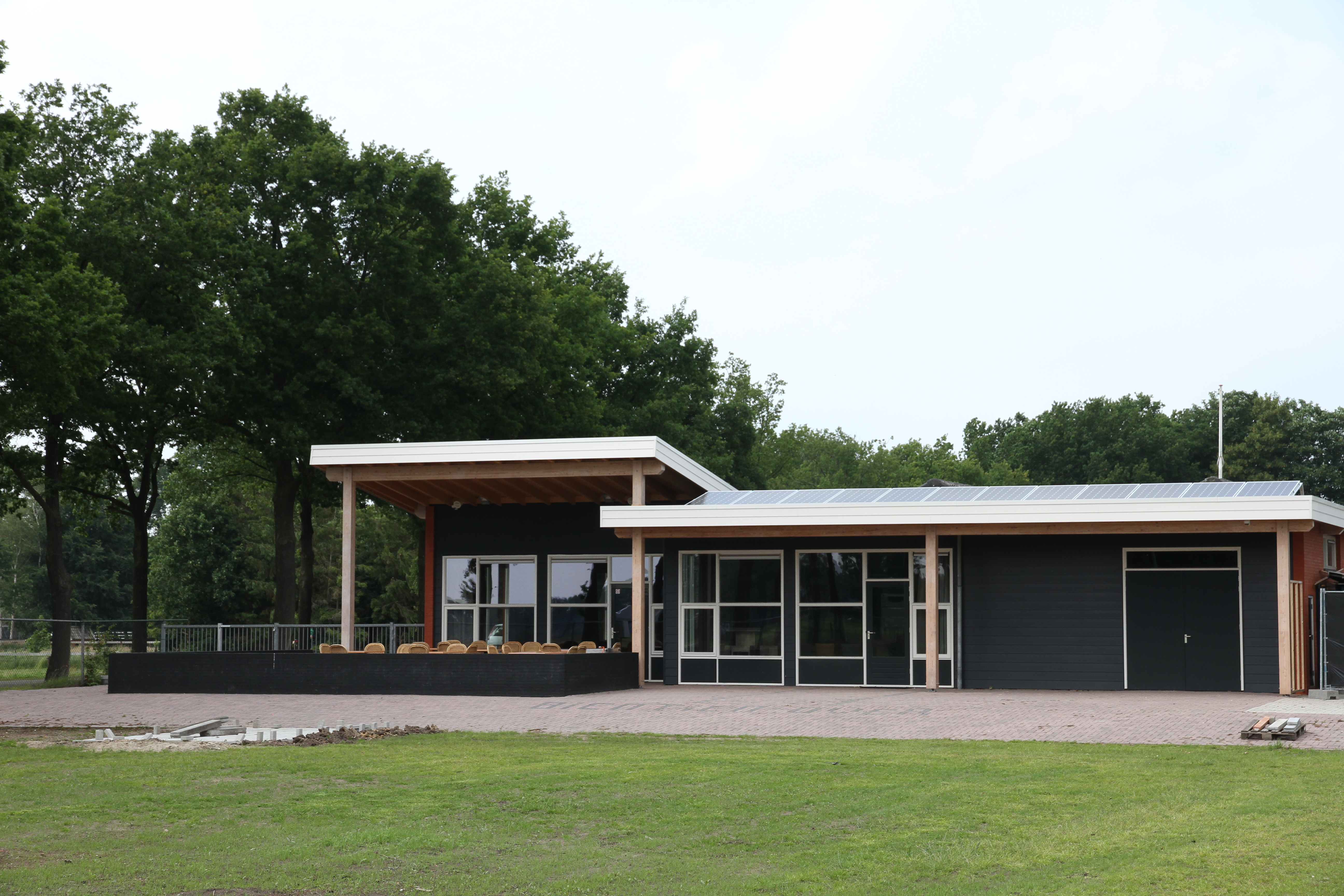
Dorpshuis Lutten
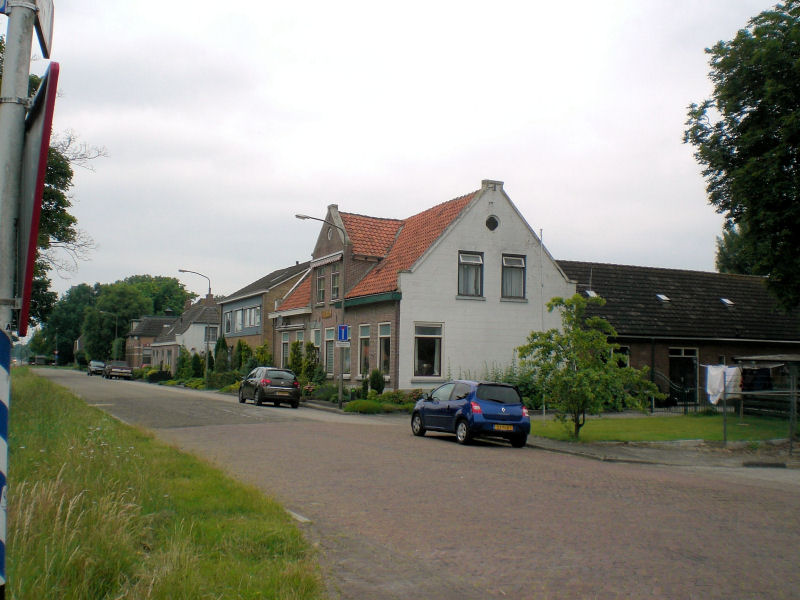
Voormalig hotel Jachthuis
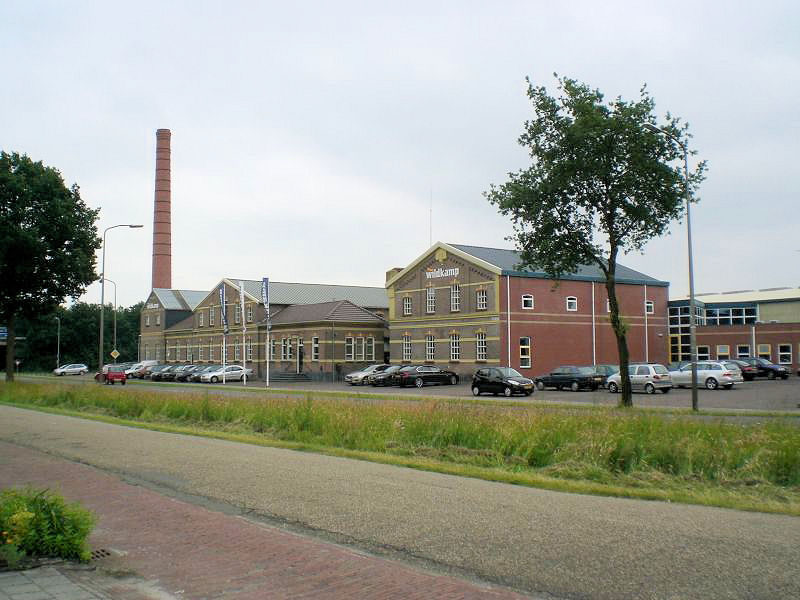
Voormalige Baanbreker
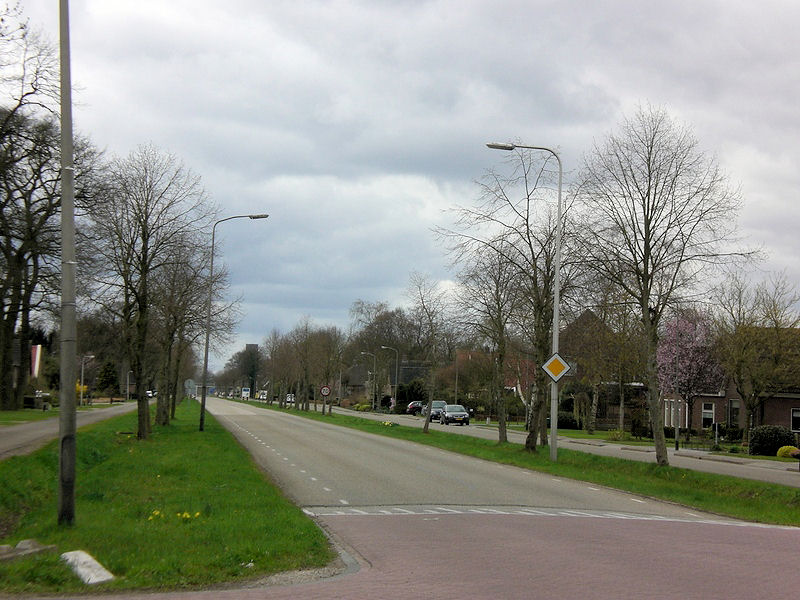
Kijkend richting Dedemsvaart
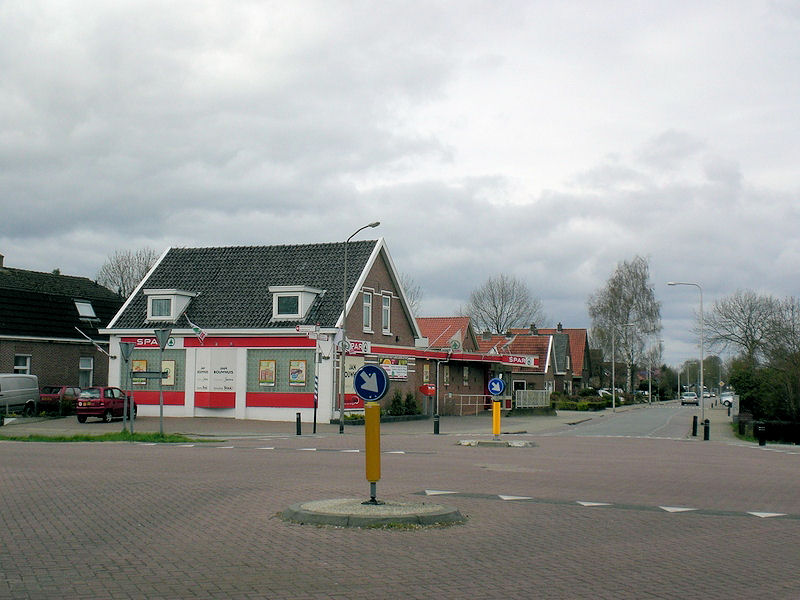
Centrum Lutten met Spar (nu Attent) en Zwartedijk
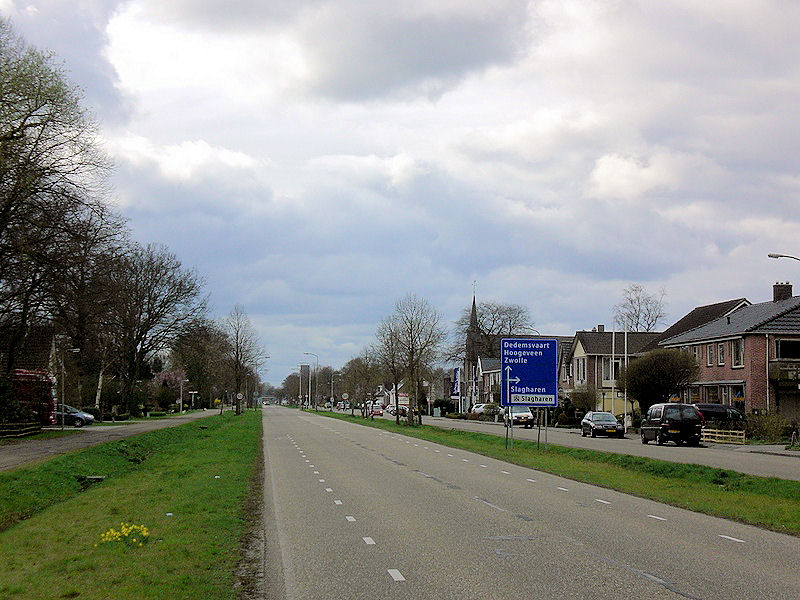
Lutten Centrum
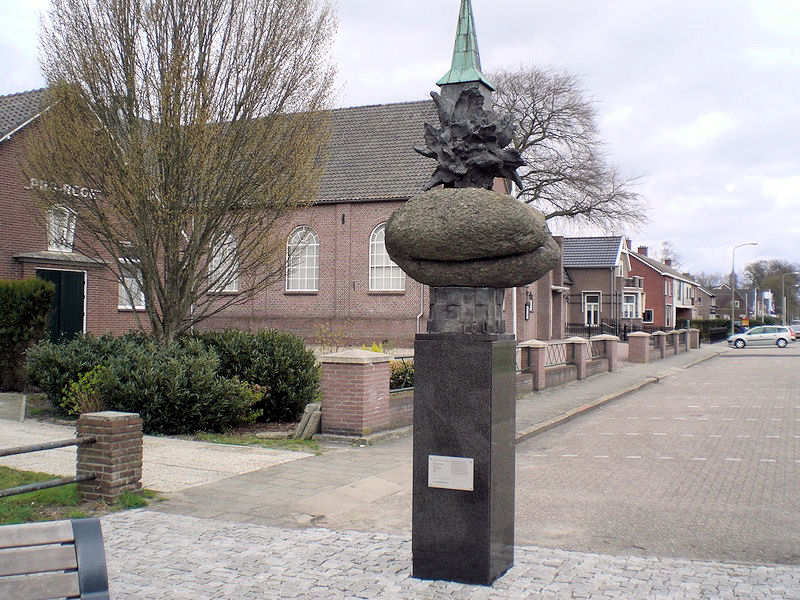
Gedenkteken 750 jaar bestaan van Lutten
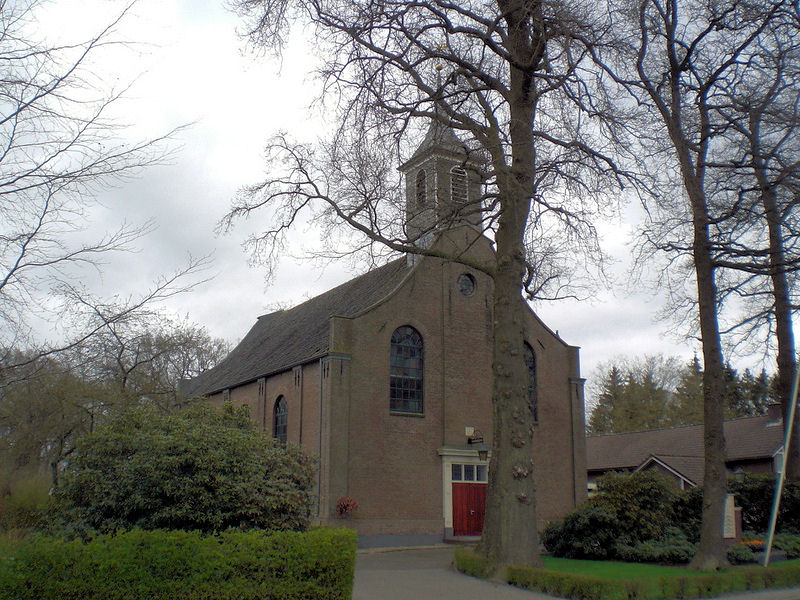
Nederlands Hervormde kerk uit ca. 1850
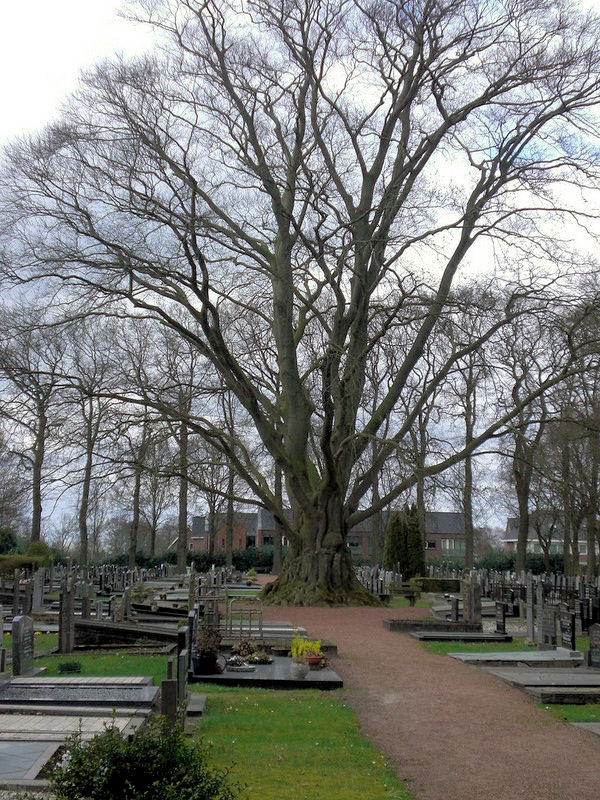
Beuk van meer dan 150 jaar op kerkhof Lutten
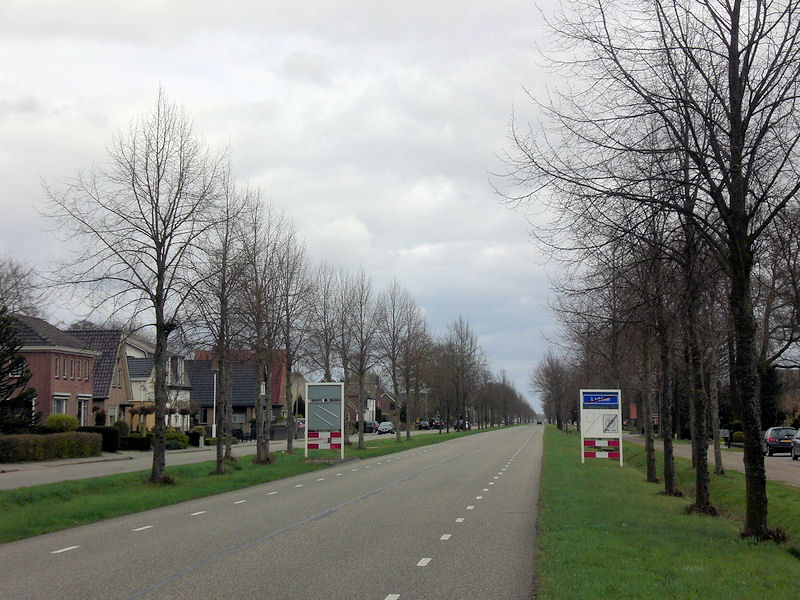
Anerweg, richting Gramsbergen
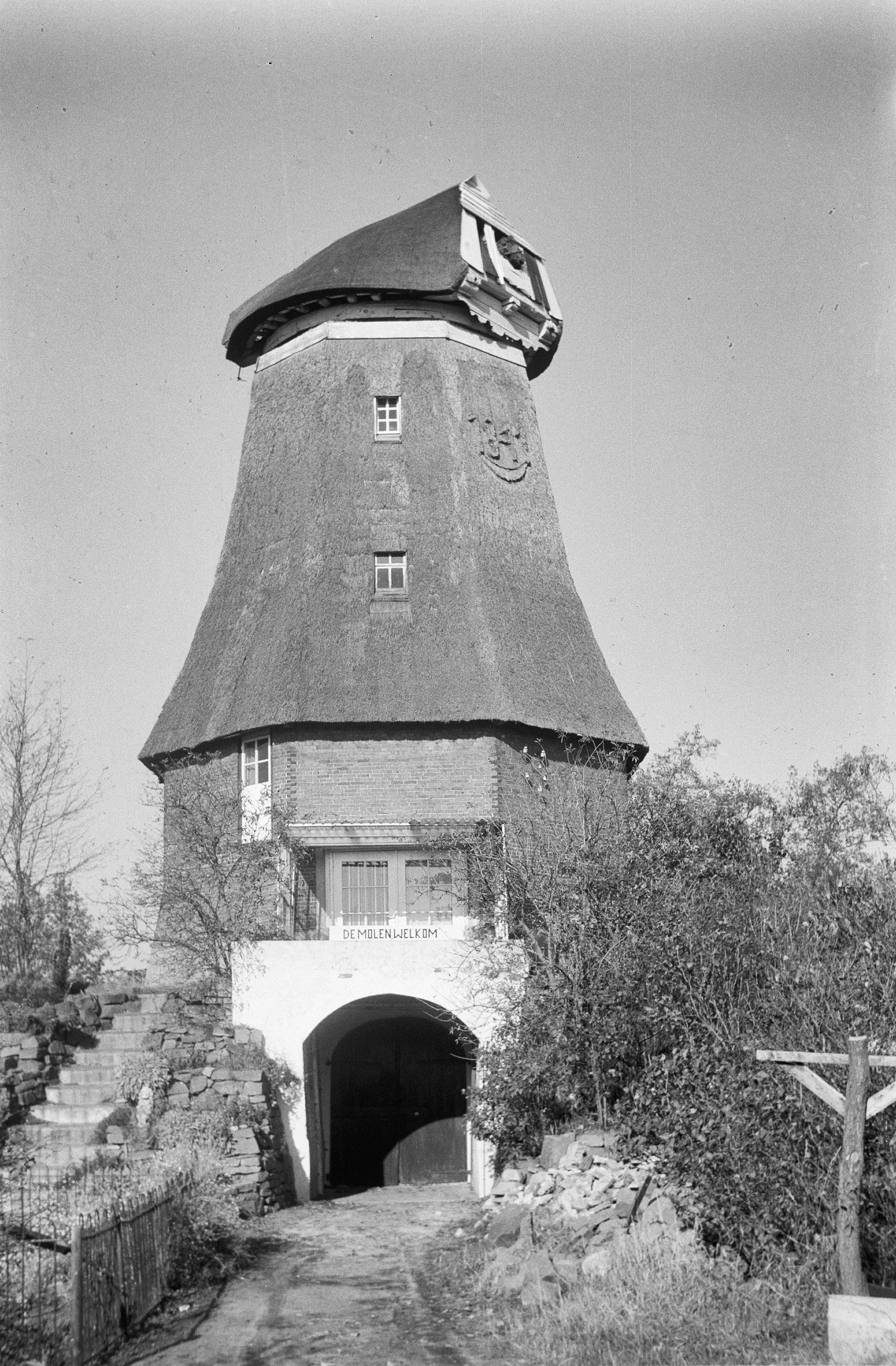
Foto uit 1971 van de molenromp

## Bekende (oud-) Luttenaren
- Hendrik van Laar (1878-1969), dorpsdichter
- Frits Gouwe, huisarts en amateurarcheoloog
- Gert Heerkes (1965), voetbaltrainer
- Niek Kimmann, BMX'er, wereldkampioen en olympisch kampioen
- Willem Sebel, politieman en verzetsheld
- Karin van der Haar, paralympische sportster, zitvolleybal

## Niet te verwarren met
- Lutten bij Vechta in Nedersaksen, Duitsland, een dorp in de Duitse gemeente Goldenstedt

Steden: Hardenberg · Gramsbergen      Dorpen: Balkbrug · Bergentheim · Bruchterveld · De Krim · Dedemsvaart · Heemse · Kloosterhaar (deels) · Lutten · Mariënberg · Oud Avereest · Rheeze · Schuinesloot · Sibculo · Slagharen

Buurtschappen: Achterin · Ane · Anerveen · Anevelde · De Belt · Benedenvaart · 't Bergje · Braamberg (deels) · Brucht · Collendoorn · Collendoornerveen · Diffelen · Ebbenbroek · Engeland · Gouden Ploeg · Groot-Oever · De Haandrik · 't Haantje · De Haar · Hanekamp · Hardenbergerveld · Heemserveen · Holtheme · Holthone · Hoogenweg · Den Huizen · Den Kaat · Keiendorp · Loozen · Lutten-Oever · Lutterhartje · De Maat · De Meene · De Mulderij · Noord-Stegeren · Den Oosterhuis · Oud-Bergentheim · Oud-Lutten · De Pol · Radewijk · Rheezerveen · De Schans · Sluis 7 · Sponturfwijk · Strooiendorp · Den Velde · Venebrugge · Den Westerhuis · Westerhuizingerveld (deels) · Witman 

Voormalige gemeenten: Avereest · Gramsbergen · Hardenberg (Stad · Ambt)

Overijssel · Steden en dorpen in Overijssel      Nederland · Provincies · Gemeenten